# 5169 Duffell
5169 Duffell este un asteroid din centura principală de asteroizi.

## Descriere
5169 Duffell este un asteroid din centura principală de asteroizi. A fost descoperit pe 6 septembrie 1986 la Stația Anderson Mesa de Edward L. G. Bowell. El prezintă o orbită caracterizată de o semiaxă mare de 2,26 ua, o excentricitate de 0,15 și o înclinație de 2,6° în raport cu ecliptica.